# Cycloheptan
Cycloheptan ist eine organische Verbindung, die zur Stoffgruppe der Cycloalkane gehört. Die Verbindung kann in verschiedenen Konformeren auftreten.

## Gewinnung und Darstellung
In der Natur kommt Cycloheptan im Erdöl vor und kann daraus gewonnen werden. Eine Synthese erfolgt durch eine Clemmensen-Reduktion aus Cycloheptanon.

## Eigenschaften

### Physikalische Eigenschaften
Cycloheptan ist eine farblose Flüssigkeit mit einem milden, aromatischen Geruch. Der Siedepunkt liegt bei Normaldruck bei 119 °C. Die molare Verdampfungsenthalpie beträgt 38,5 kJ·mol−1. Die Dampfdruckfunktion ergibt sich nach Antoine entsprechend log10(P) = A−(B/(T+C)) (P in bar, T in K) mit A = 3,97710, B = 1330,402 und C = −56,946 im Temperaturbereich von 341,3 K bis 432,2 K.
In der festen Phase tritt Cycloheptan in vier polymorphen Formen auf. Die Umwandlungstemperaturen liegen für die Umwandlung von Form IV zu Form III bei −138 °C, von Form III zu Form II bei −75 °C und von Form II zu Form I bei −61 °C. Die Form I schmilzt bei −8 °C.
| Eigenschaft               | Typ        | Wert [Einheit]                                        | Bemerkungen             |
| ------------------------- | ---------- | ----------------------------------------------------- | ----------------------- |
| Standardbildungsenthalpie | ΔfH0liquid | −156,4 kJ·mol−1                                       |                         |
| Standardentropie          | S0liquid   | 242,55 J·mol−1·K−1                                    | als Flüssigkeit         |
| Verbrennungsenthalpie     | ΔcH0liquid | −4598,9 kJ·mol−1                                      |                         |
| Wärmekapazität            | cp         | 180,614 J·mol−1·K−1 (25 °C) 132,0 J·mol−1·K−1 (25 °C) | als Flüssigkeit als Gas |
| Tripelpunkt               | Ttriple    | 265,12 K                                              |                         |
| Kritische Temperatur      | Tc         | 604,2 K                                               |                         |
| Kritischer Druck          | pc         | 38,2 bar                                              |                         |
| Kritisches Volumen        | Vc         | 0.353 l·mol−1                                         |                         |
| Kritische Dichte          | ρc         | 2,83 mol·l−1                                          |                         |

### Chemische Eigenschaften
Cycloheptan kann in Gegenwart von Aluminiumchlorid thermisch in Methylcyclohexan umgelagert werden.
Eine Funktionalisierung kann durch die Chlorierung mit N-Chlorsuccinimid erfolgen.
Die Verbindung ist brennbar und bildet mit Luft entzündbare Dampf-Luft-Gemische. Der Flammpunkt liegt bei 6 °C, die untere Explosionsgrenze bei 1,1 Vol.-%.

## Verwendung
Cycloheptan kann als unpolares Lösungsmittel verwendet werden. In der organischen Synthese kann nach Funktionalisierung die Cycloheptylfunktion in organische Moleküle z. B. pharmazeutische Wirkstoffe eingeführt werden.

## Gesundheitsgefahren
Eine Reizwirkung auf Augen und Atemswege wird in der Literatur erwähnt. Die toxische Wirkung ist eher mit dem Methylcyclohexan vergleichbar, welches die Schleimhäute nur schwach reizt. Im Tierversuch ergab sich hinsichtlich der Hautreizung nur eine geringfügige irritative Wirkung. Systemisch wirkt Cycloheptan depressiv auf das Zentralnervensystem.